# Chloreuptychia marica
Espèce
Chloreuptychia marica est une espèce de papillons de la famille des Nymphalidae et de la sous-famille des Satyrinae, de la tribu des Satyrini, de la sous-tribu des Euptychiina.

## Dénomination
Chloreuptychia marica a été décrit par l'entomologiste Gustav Weymer en 1911, sous le nom initial de Euptychia marica.

### Nom vernaculaire
Chloreuptychia marica se nomme Marica Blue Ringlet en anglais.

## Description
Chloreuptychia marica est un papillon au dessus de couleur beige nacré avec les ocelles du revers visibles en transparence sous forme de taches.
Le revers est de couleur bleu clair nacré avec deux lignes marron qui limitent les aires discale et postdiscale. Les ailes antérieures présentent un petit ocelle foncé cerné de jaune et pupillé marque l'apex au bout d'une bande submarginale foncée, et les ailes postérieures sont marquées d'une ligne d'ocelles cerclés de jaune dont seuls celui proche de l'angle anal et un gros et un petit proches de l'apex sont foncés.

## Biologie

### Plantes hôtes
Les plantes hôtes de sa chenille sont des Poaceae.

## Écologie et distribution
Chloreuptychia marica est présent en Équateur, au Pérou et au Brésil.

### Biotope
Chloreuptychia marica réside dans la forêt humide.

### Protection
Pas de statut de protection particulier